# Jan Joest
|  | No s'ha de confondre amb Jan van Calcar. |

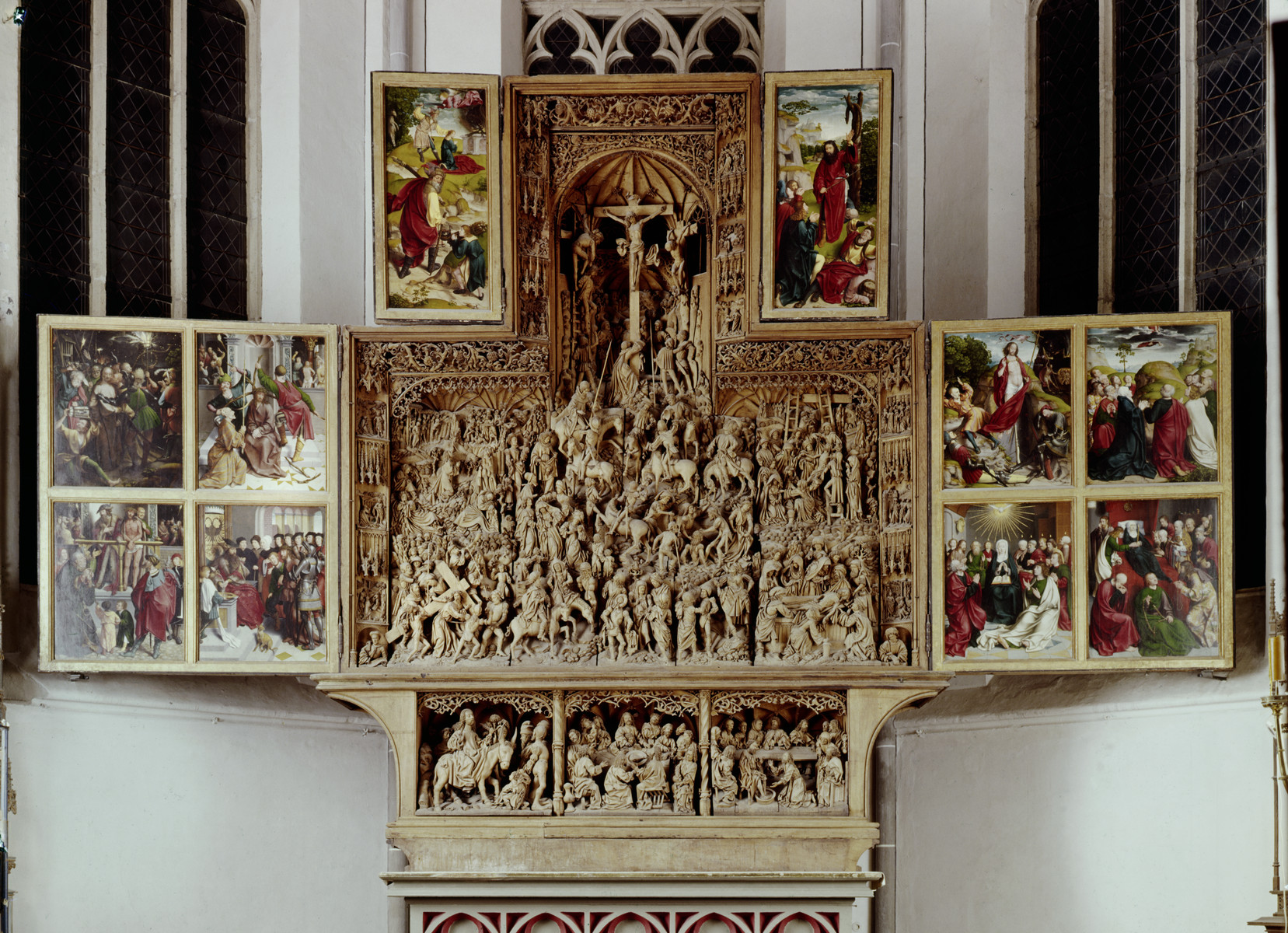
Altar major de l'església de Sant Nicholai de Kalkar.

Jan Joest, també conegut com a Jan Joest van Kalkar o Jan Joest van Calcar (nascut entre 1450 i 1460 - mort el 1519), va ser un pintor flamenc nascut a Kalkar o a Wesel (ciutats de l'actual lander alemany de Rin del Nord-Westfàlia).
Karel van Mander esmenta un Ioan van Calcker vivint a Venècia el 1536-1536, com a deixeble de Ticià, atribuint-li, més tard, les il·lustracions del llibre d'anatomia d'Andreas Vesal, i donant com a data i lloc de defunció Nàpols el 1546; però la discordança de dates no permet identificar-lo, i es tracta sens dubte d'un pintor diferent: Jan van Calcar.

## Biografia i obres
Jan Joest era pràcticament desconegut fins al 1874, quan Canon Wolff i el doctor Eisenmann van establir la seva identitat i l'atribució de les seves obres. A part d'aquestes, poc es coneix de la seva vida. Va ser fill d'Heinrich Joest i Katharina Baegert, parent de Derick Baegert, en el taller del qual va treballar. La part principal de la seva obra consisteix en les escenes de la vida de Crist de l'altar major de l'església de Sant Nicolau de Kalkar, pintades entre 1505 i 1508. El 1515 va pintar una Adoració del Nen Jesús conservada en el Metropolitan Museum de Nova York. Hi ha constància documental que el 1518 va treballar a Colònia per a la família Hackeneg, abans de partir cap a Itàlia, on va passar almenys per Gènova i Nàpols.
De tornada als Països Baixos, es va instal·lar a Haarlem, on va realitzar un Sant Willibrord per a l'església de Sant Bavó (Sint-Bavokerk). L'última edició del llibre de Van der Willingen sobre els pintors de l'escola de Haarlem esmenta l'enterrament d'un artista anomenat Jan Joosten el 1519.
Una de les obres mestres sortides de la mà d'aquest artista es conserva a Espanya: es tracta del retaule de la Compassió o políptic dels Dolors de la Verge que presideix el transcor de la catedral de Palència. La taula central representa la Mare de Déu dels Dolors, sant Joan Evangelista i el retrat del comitent, el bisbe Juan Rodríguez de Fonseca, qui el 1505 va encarregar el conjunt de pintures mentre es trobava a Flandes. Les taules menors mostren passatges de la vida de Crist i Maria, l'estil de la qual, del tot semblant al retaule de Kalkar, ha permès adjudicar l'obra al mestre.
Altres obres atribuïdes al pintor es troben a Wesel i en Rees; i una Mort de la Mare de Déu, a Múnic.
Entre els aprenents de Joest hi va haver el seu gendre Bartholomäus Bruyn (o Barthel) i Joos van Cleve.
El seu estil ha estat comparat amb el de Gerard David i Hans Memling, però més pròpiament pot associar-se'l amb l'escola de Jan van Scorel. Un dels trets de l'obra de Joest és l'exquisida transparència dels seus colors i el subtil i delicat del modelatge dels rostres.